# Christoph Otto Oesler
Christoph Otto Oesler (* 19. Dezember 1602 in Stettin; † im April 1657 in Stettin) war ein deutscher Mediziner. 

## Leben und Leistungen
Oesler wurde 1602 in Stettin als Sohn des Hofrates Jeremias Oesler geboren. Er studierte von 1625 bis 1631 zunächst an der Universität Greifswald und dann an der Universität Leiden, wo er promovierte. Anschließend unternahm er längere Reisen durch Europa.
1637 wurde Oesler ordentlicher Professor der Medizin an der Universität Greifswald, als Nachfolger von Johann Schöner. Doch noch im gleichen Jahr verließ er diese Stelle wieder und wurde Leibarzt bei Herzog Friedrich III. von Holstein. 1645 kehrte er in seine Heimatstadt Stettin zurück, wo er bis zu seinem Tode im Jahre 1657 als Arzt praktizierte. 
Oesler verfasste zahlreiche medizinische Schriften.